# Читрангада
Читрангада (IAST: Chitrāṅgada) — герой древнеиндийского эпоса «Махабхарата», старший сын Шантану и Сатьявати. Его старшим братом по отцу был Бхишма (сын Шантану и Ганги).
Однажды Шантану, переправляясь через реку Ямуну, встретил и влюбился в Сатьявати — приёмную дочь рыбака по имени Дасараджа. Дасараджа согласился выдать свою дочь замуж за Шантану только при условии, что рождённый Сатьявати сын унаследует престол. Шантану не мог дать подобного обещания, так как это было бы несправедливо по отношению к его сыну Бхишме, рождённому от богини Ганги. Бхишма, однако, пришёл на выручку своему отцу и пообещал отказаться от всех притязаний на трон в пользу детей Сатьявати. Чтобы ещё сильнее убедить недоверчивого Дасараджу, Бхишма пообещал до конца жизни быть брахмачари, то есть дал обет пожизненного целибата. Таким образом, у Бхишмы не могло появиться претендующих на престол потомков. У Шантану и Сатьявати родилось двое сыновей: старший Читрангада, по силе превзошедший всех людей, и Вичитравирья, могучий стрелок из лука. После смерти отца юный Читрангада был помазан на царство своим сводным братом Бхишмой и стал правителем Хастинапуры. Читрангада, благодаря своему геройству, победил всех окрестных царей. Он считал, что нет никого среди людей, равного ему. Его успех и популярность разгневали полубога-гандхарву, носившего то же имя, что привело к поединку между ними, который продолжался три года. Гандхарва одержал верх над Читрангадой, убив его в битве, и на престол Хастинапуры взошёл младший брат Читрангады — Вичитравирья.